# Ludwigia perennis
Ludwigia perennis là một loài thực vật có hoa trong họ Anh thảo chiều. Loài này được Carl von Linné mô tả khoa học đầu tiên năm 1753.

## Hình ảnh

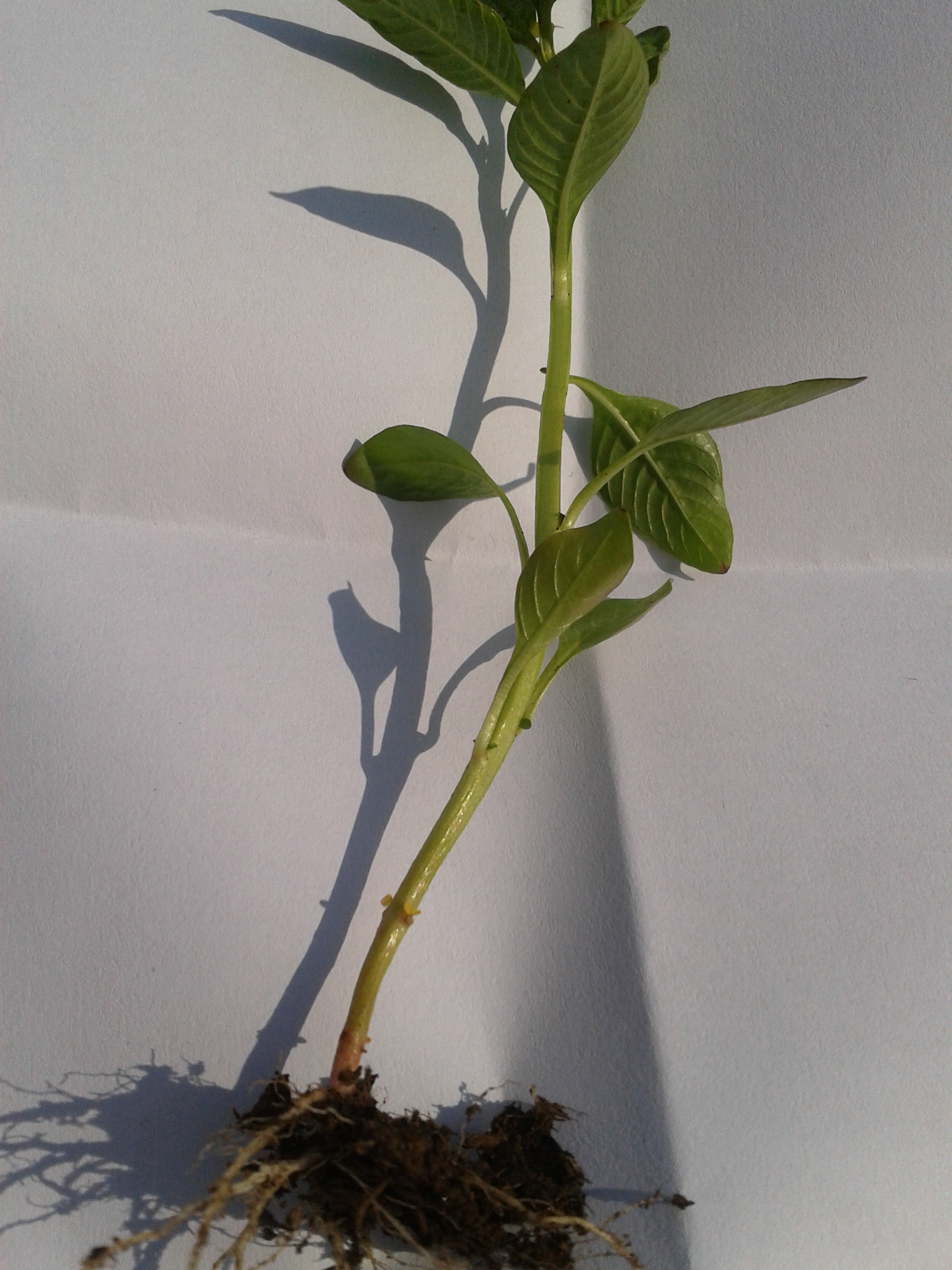
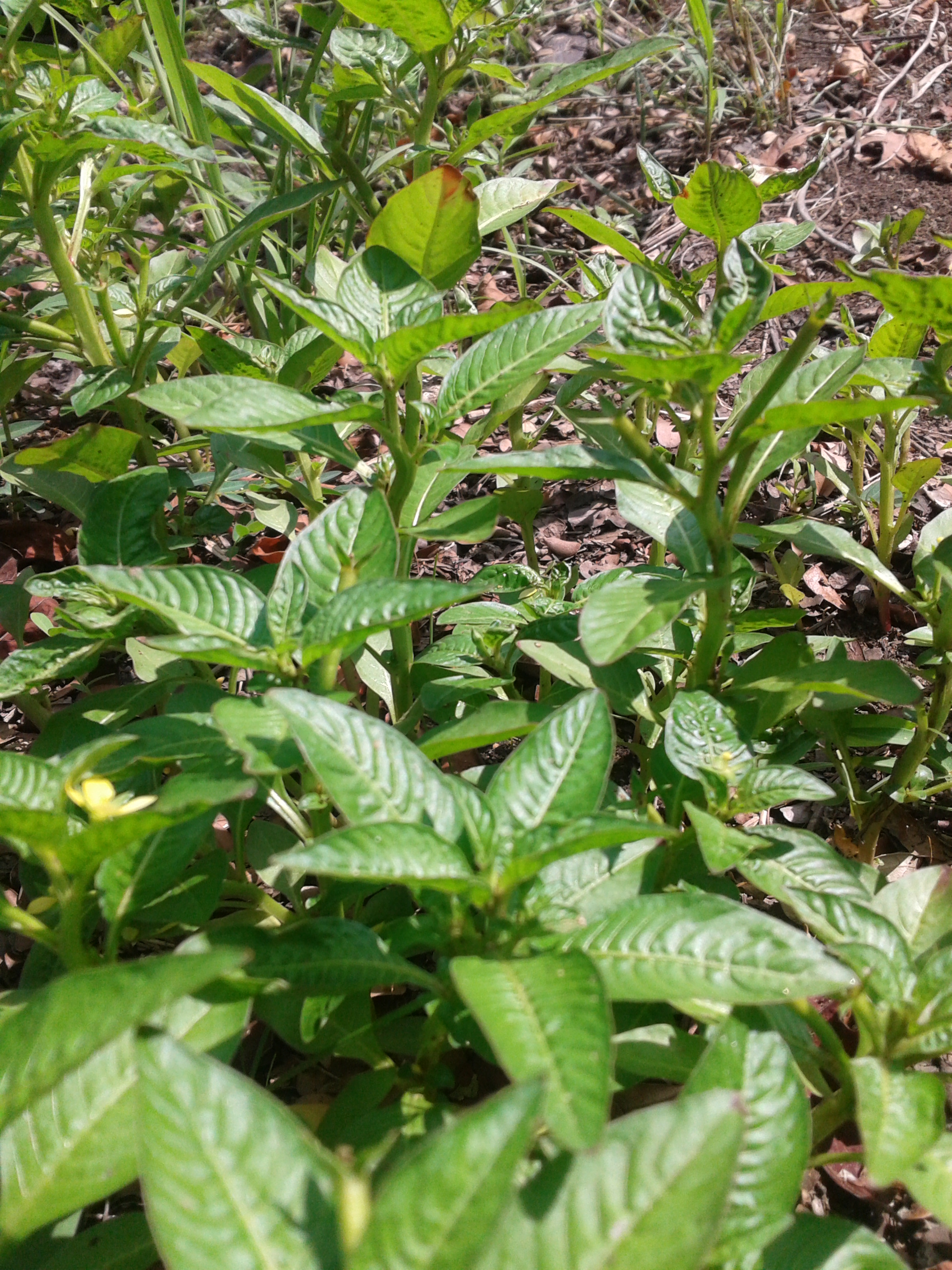
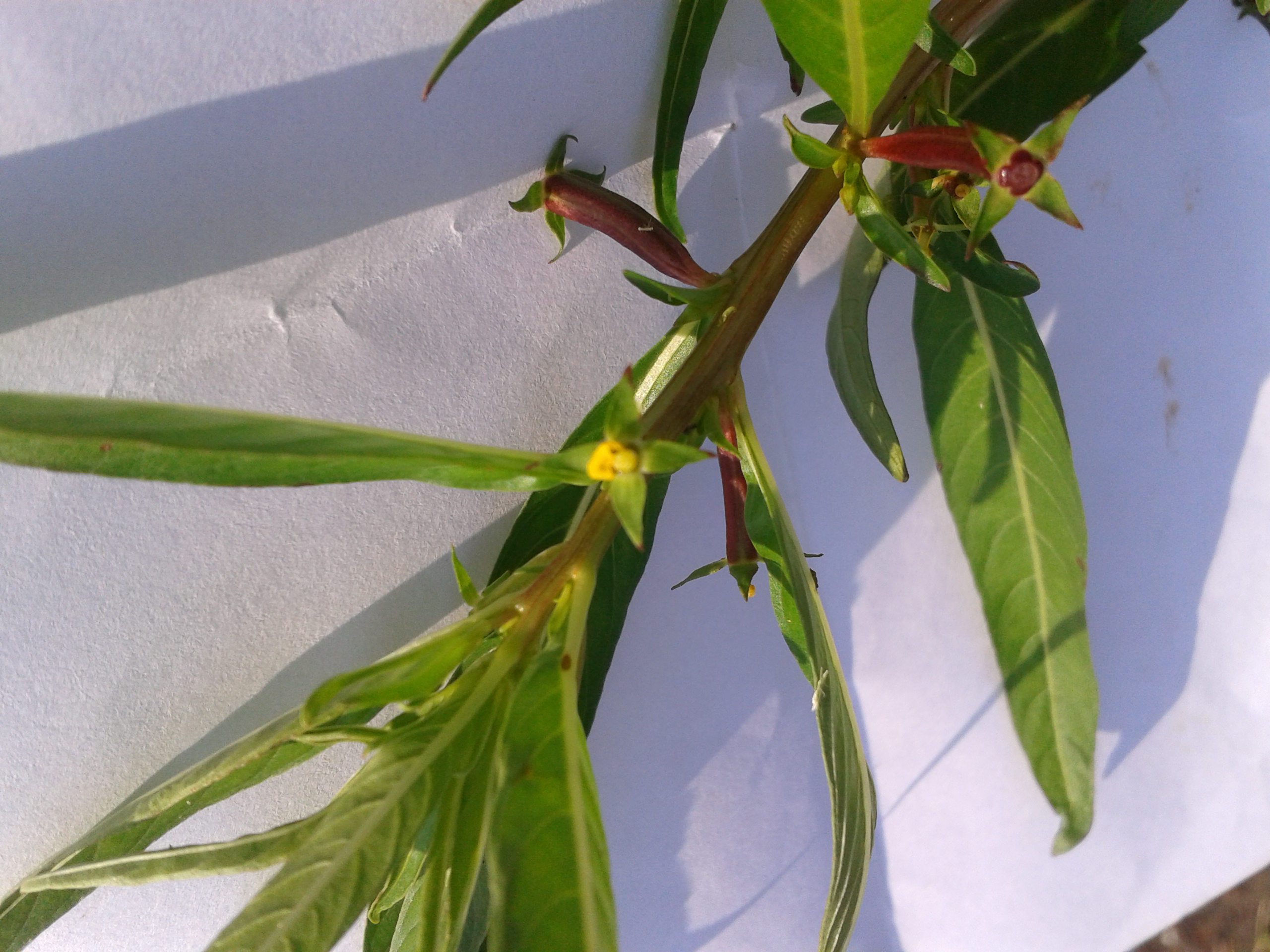
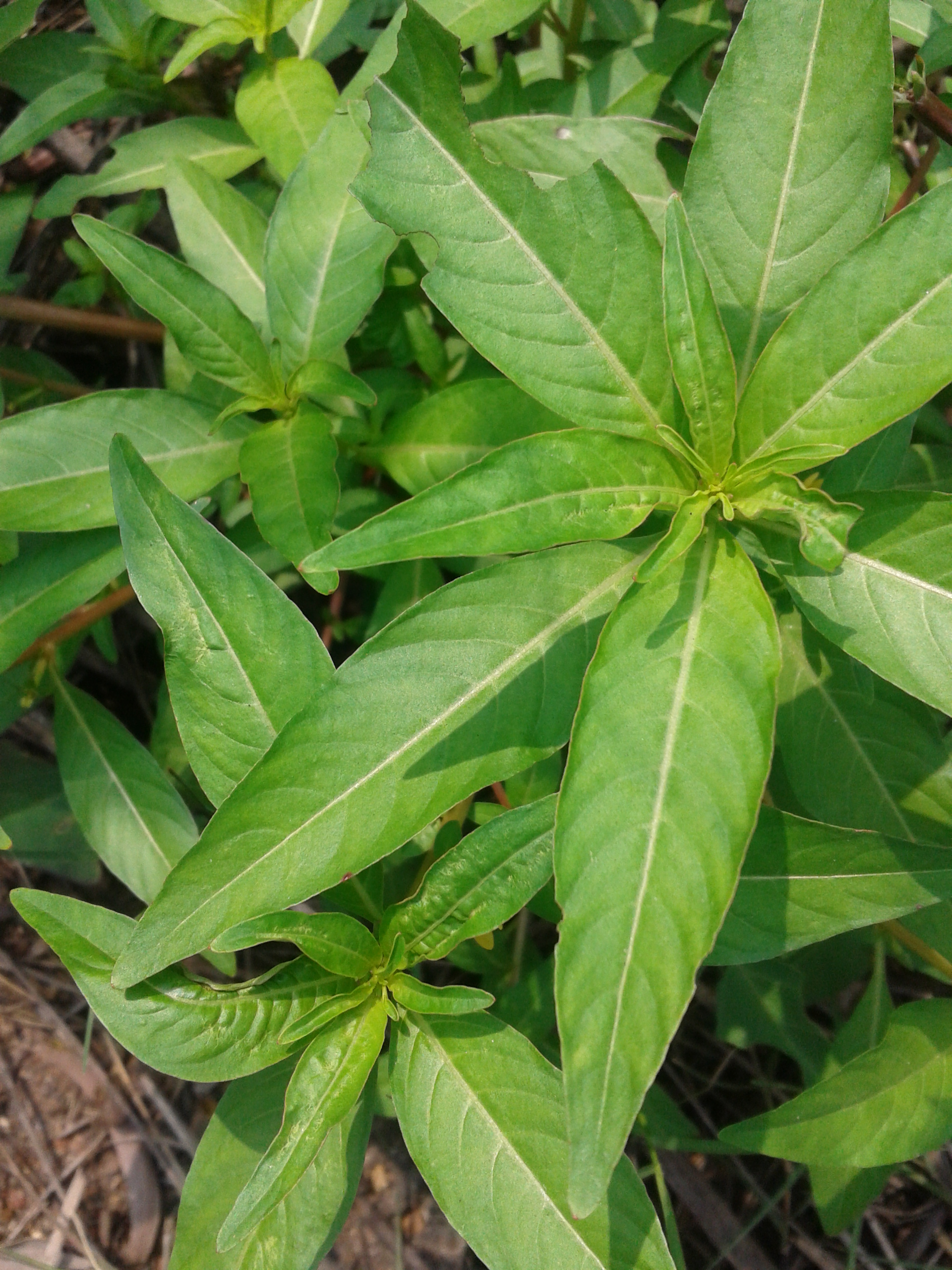